# Ilex promecophylla
Ilex promecophylla är en järneksväxtart som beskrevs av S. Andrews. Ilex promecophylla ingår i släktet järnekar, och familjen järneksväxter. Inga underarter finns listade i Catalogue of Life.